# Colonia Adolfo López Mateos, Xonacatlan
Colonia Adolfo López Mateos är en ort i Mexiko.   Den ligger i kommunen Xonacatlán och delstaten Mexiko, i den sydöstra delen av landet, 40 km väster om huvudstaden Mexico City. Colonia Adolfo López Mateos ligger 2 583 meter över havet och antalet invånare är 691.
Terrängen runt Colonia Adolfo López Mateos är kuperad åt nordost, men åt sydväst är den platt. Runt Colonia Adolfo López Mateos är det tätbefolkat, med 570 invånare per kvadratkilometer. Närmaste större samhälle är Toluca, 19,1 km sydväst om Colonia Adolfo López Mateos. I omgivningarna runt Colonia Adolfo López Mateos växer huvudsakligen savannskog.